# Catalães
Os catalães são um grupo étnico latino ligado à Catalunha, região reconhecida como nacionalidade histórica no Artigo Segundo da Constituição Espanhola de 1978. O termo que se estende principalmente no atual território da Espanha, mas também no extremo sul da França (Catalunha Norte) e no Principado de Andorra. Também são incluídas na área de influência da cultura catalã outras regiões, como as ilhas Baleares, a Comunidade Valenciana e pequenos enclaves de língua catalã como La Franja de Ponent (em Aragão), El Carxe (na região de Múrcia) e a cidade de L'Alguer (Alghero) na ilha da Sardenha (território italiano).